# 三條站 (京都府)
三條站（日语：／ Sanjō eki */?）是位於日本京都府京都市東山區，屬於京阪電氣鐵道的鐵路車站。車站編號為KH40。此站可與京都市營地下鐵東西線的三條京阪站聯絡，周邊地域也稱為「三條京阪」。
本站至1949年為止與京津電氣軌道的三條大橋站鄰接。京津電軌與京阪合併後於1949年併入至三條站。1987年，京津線自京津三條站分離，而京都市營地下鐵東西線開通後京津線的三條站至御陵站間廢線，京津三條站自此廢除。本站雖然不是京都市電的車站，但仍是京都市街地重要的總站之一。

## 歷史

### 地面時代

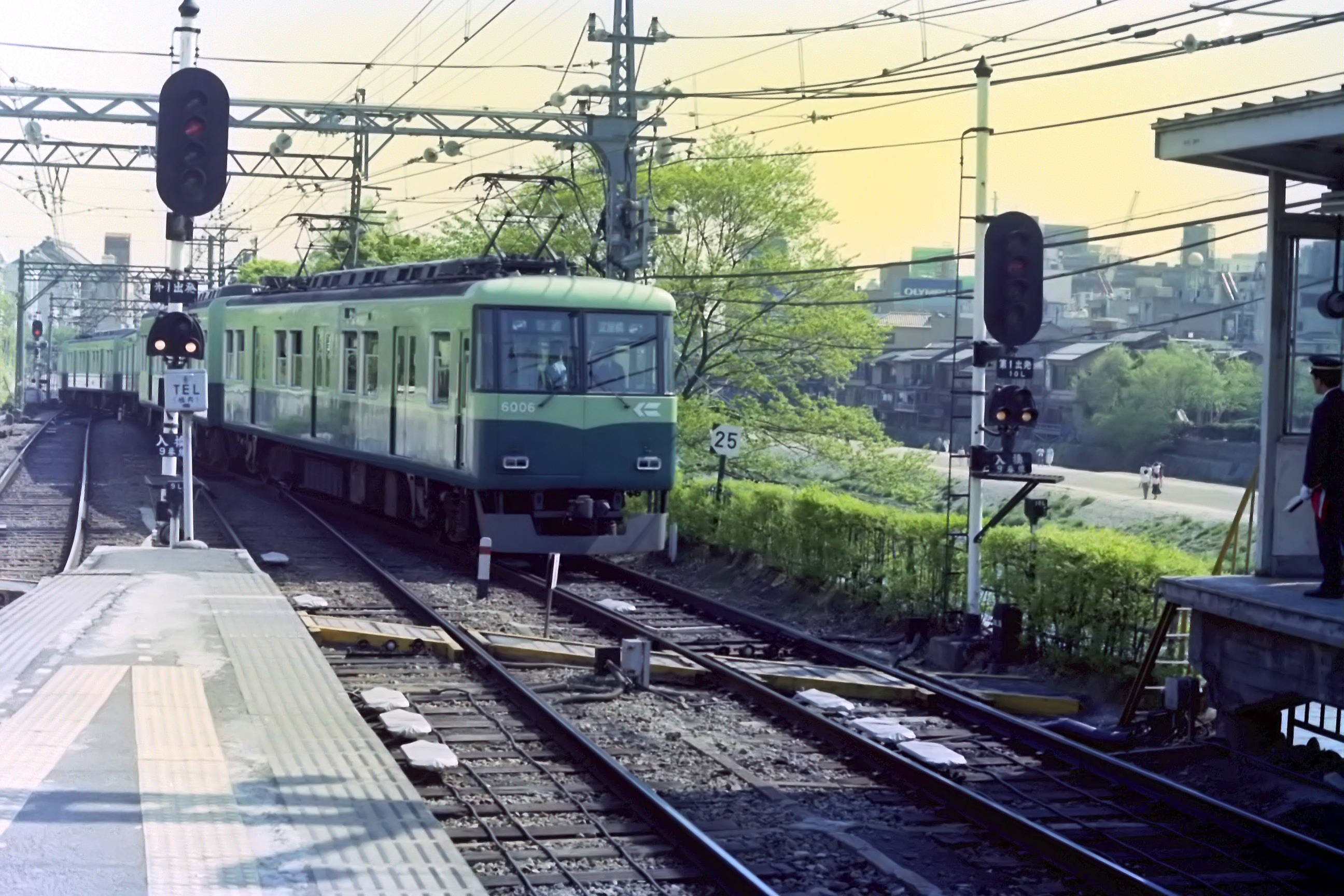
地面時代到達三條站的6000系（1987年4月）

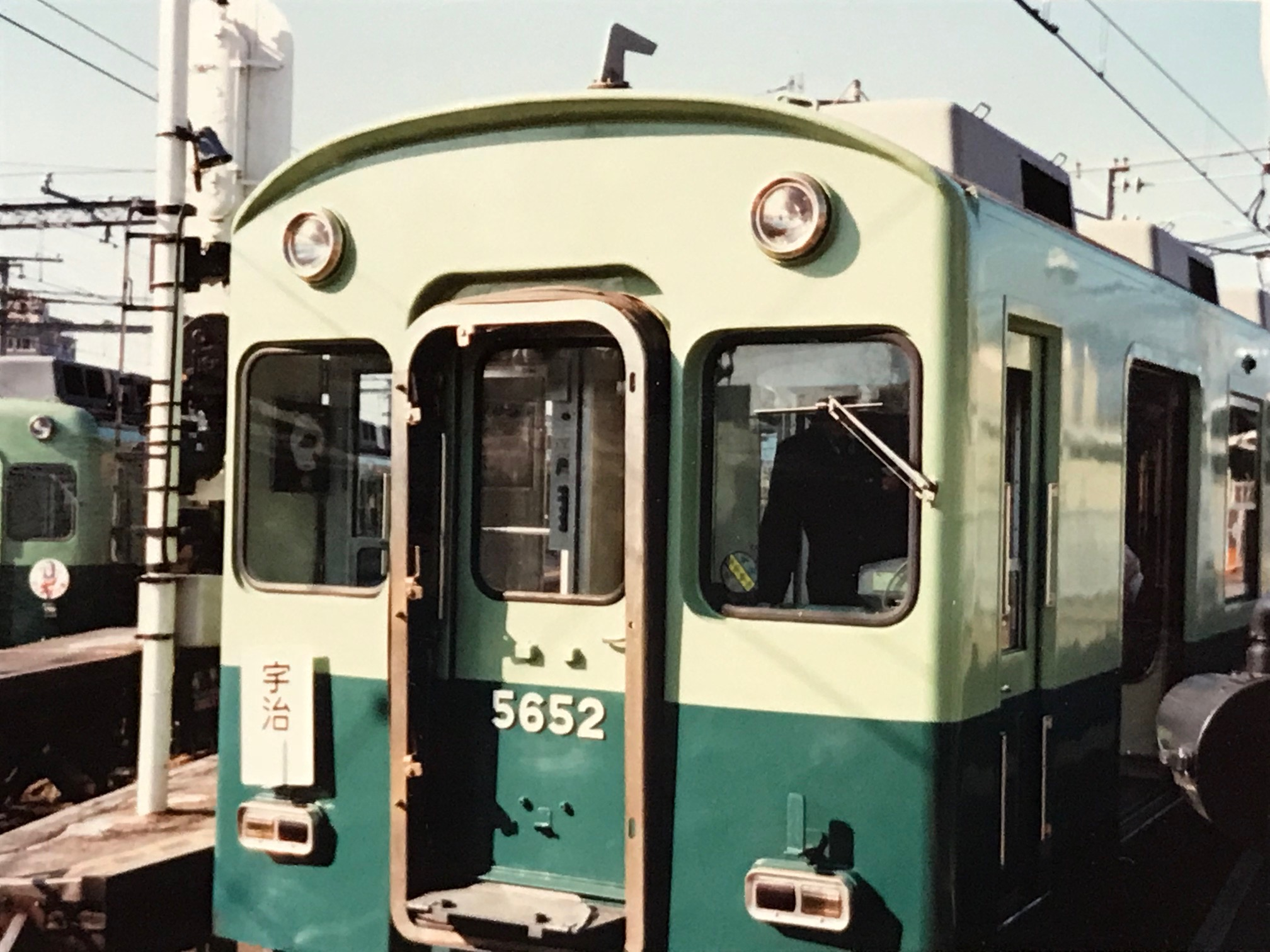
琵琶湖疏水之上，地面時代進入三條站1號月台的宇治線運用時的5000系分割暫定4連

地面時代車站設施位於三條通以南，三條大橋東詰南。此處記載京阪線地下化工程開始前（1978年頃）的情況。
京津線下車月台也設有編號，但京阪線沒有編號。
| 1 | 中書島、宇治方向 宇治線直通      | 往宇治月台     |
| 2 | 京橋、淀屋橋方向                 | 特急月台       |
| 3 | 中書島、枚方市、京橋、淀屋橋方向 | 急行、準急月台 |
| 4 | 中書島、枚方市、京橋、淀屋橋方向 | 普通月台       |

### 京津線月台

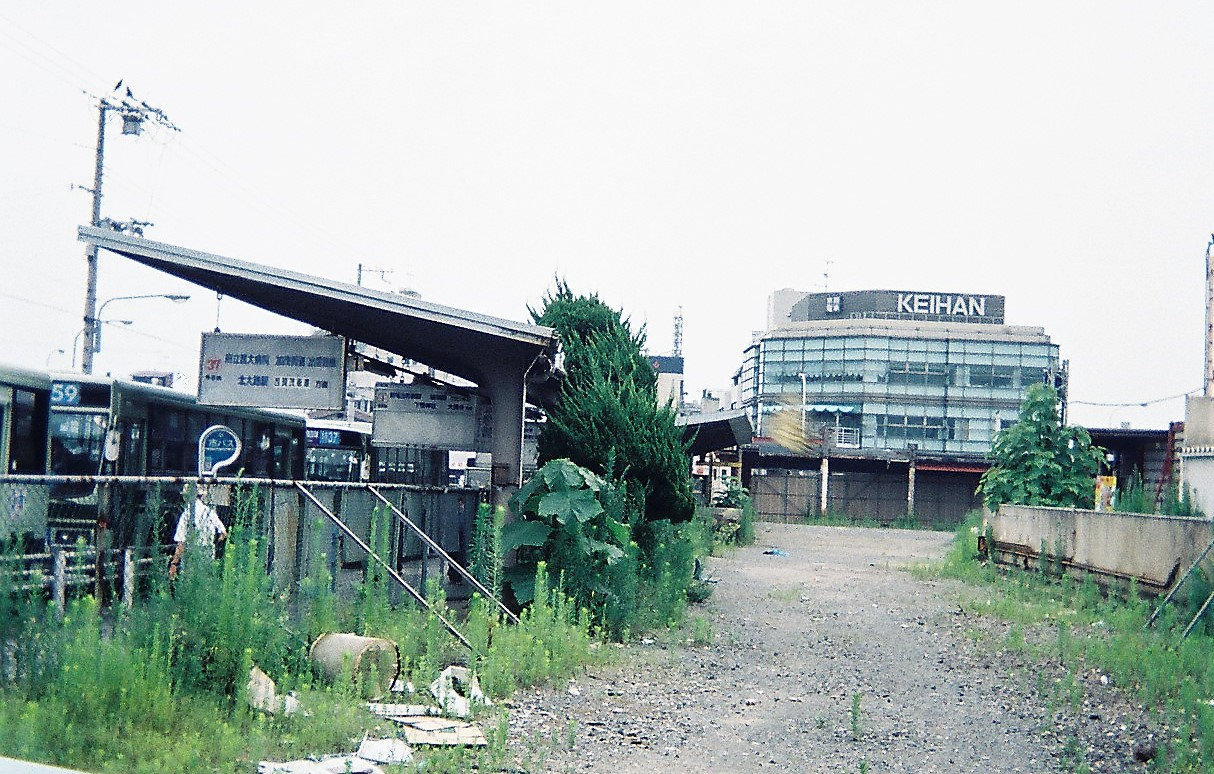
廢除後放置的京津三條站跡地（1999年7月攝）

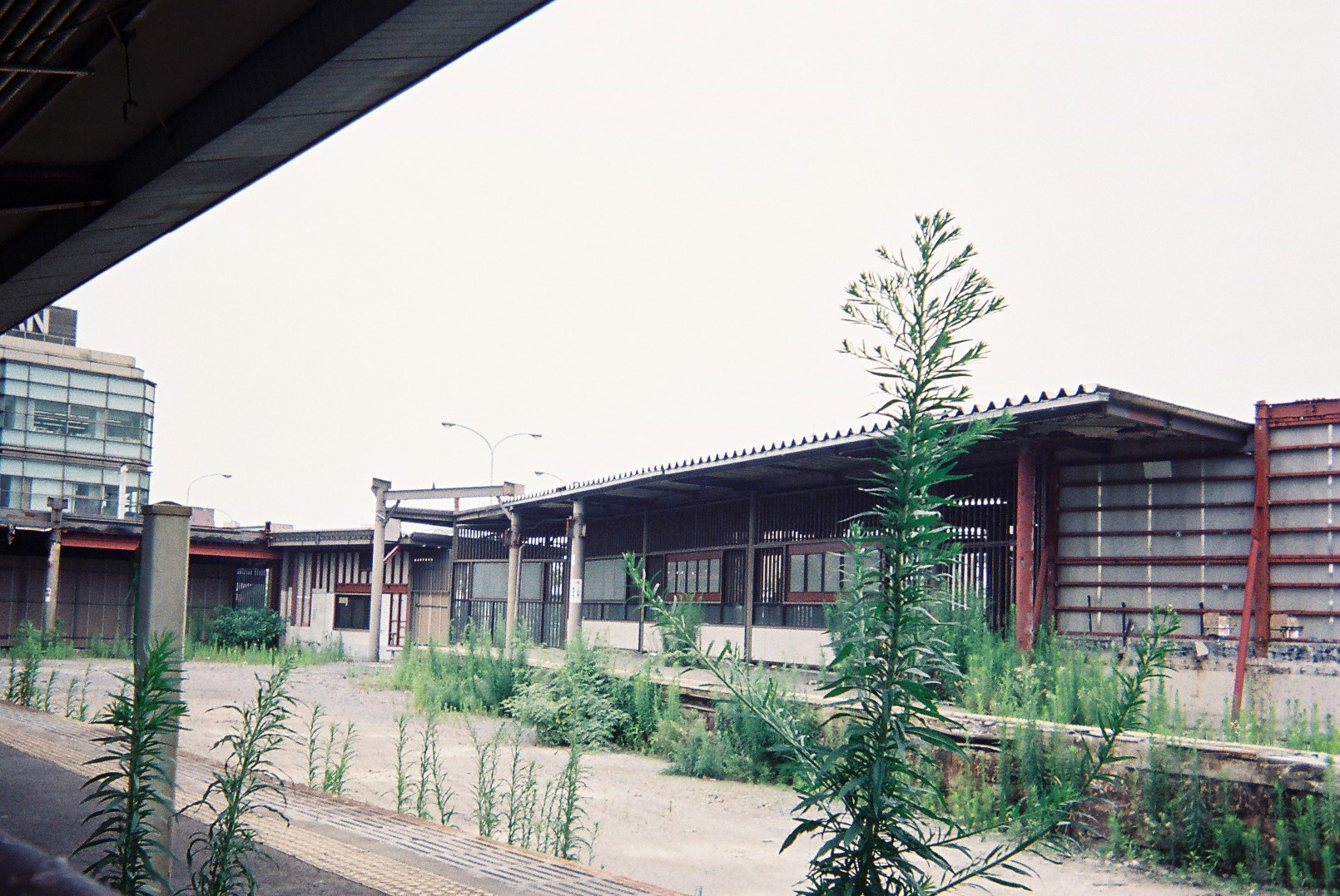
廢除後放置的京津三条站跡地（1999年7月攝）

平面圖上形成「E」字形的櫛形月台。。
| 5 | 急行、準急下車用月台                   |
| 6 | 急行、準急月台                         |
| 7 | 普通月台（「琵琶湖號」直通軌道的一半） |
| 8 | 普通下車用月台                         |

## 車站構造

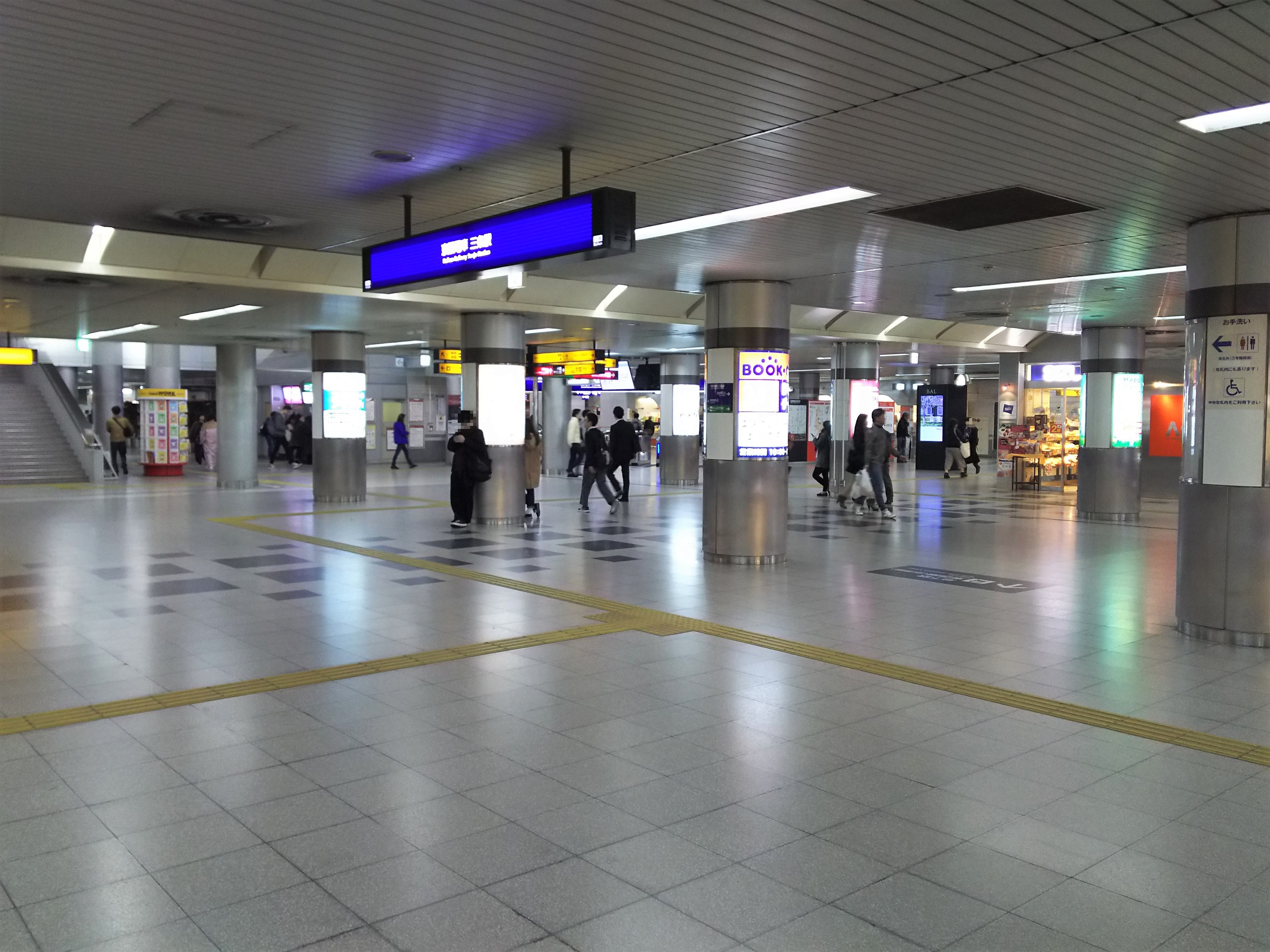
車站大廳（2017年11月）
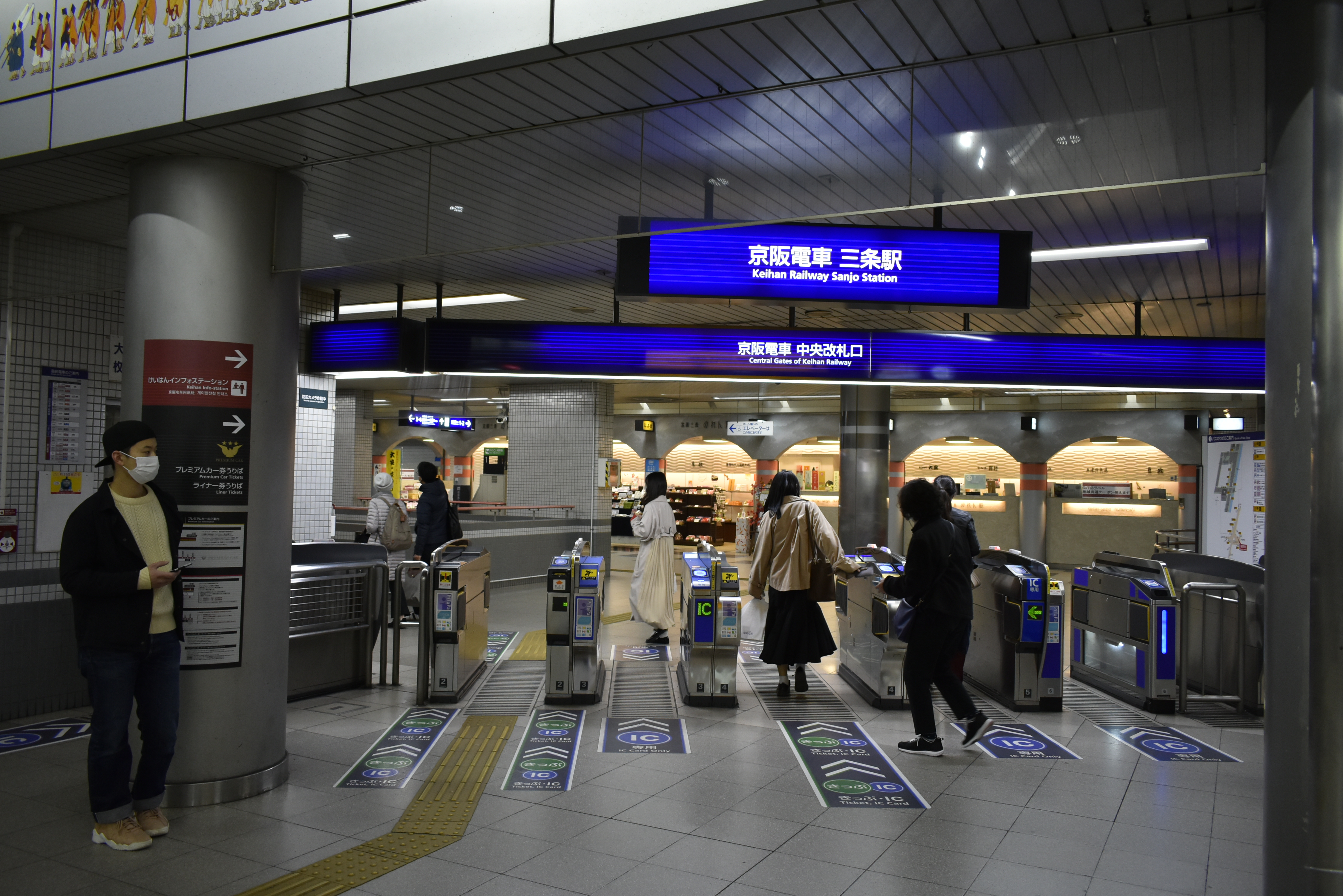
中央驗票閘口（2020年11月）
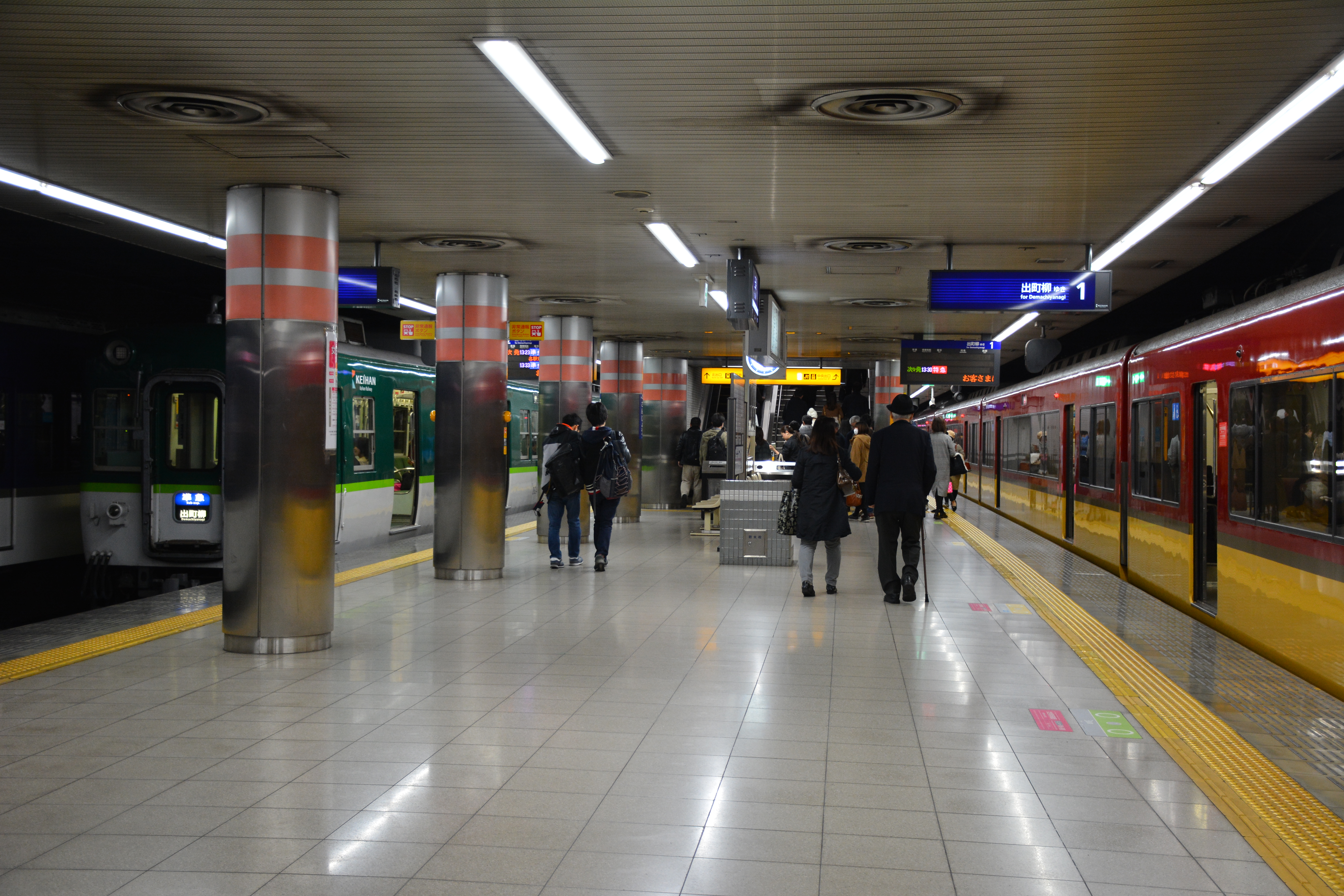
月台（2019年11月）

本站為設有待避設備的島式月台2面4線的地底車站，是京都市中心部分的七條站至出町柳站間規模最大的車站。驗票閘口與車站大廳位於地下1樓，月台則位於地下2樓。而站內共設2處驗票閘口，分別為北閘口與中央閘口。

### 月台配置
| 月台 | 路線     | 方向 | 目的地                               |
| ---- | -------- | ---- | ------------------------------------ |
| 1、2 | 鴨東線   | 上行 | 往出町柳                             |
| 3、4 | 京阪本線 | 下行 | 中書島、枚方市、淀屋橋、中之島線方向 |

- 月台有效長度為8節編組。

## 使用情況
近年1日使用人數推移如下表。
| 年度   | 上下車人次 | 上車人次 |
| ------ | ---------- | -------- |
| 2007年 | 36,992     | 17,587   |
| 2008年 | 36,803     | 18,375   |
| 2009年 | 35,964     | 18,132   |
| 2010年 | 35,732     | 18,011   |
| 2011年 | 36,595     | 18,227   |
| 2012年 | 37,252     | 18,742   |
| 2013年 | 36,293     | 18,896   |
| 2014年 | 37,860     | 19,611   |
| 2015年 | 40,454     | 20,522   |
| 2016年 | 34,036     | 17,052   |
| 2017年 | 35,225     | 17,781   |
| 2018年 | 35,096     | 17,764   |

## 相鄰車站
京阪電氣鐵道
 京阪本線、鴨東線
■快速特急「洛樂」、□Liner（只限平日）、■特急、■通勤快急（只限平日下行）、■快速急行
祇園四條（京阪本線）（KH39）－三條（KH40）－出町柳（鴨東線）（KH42）
■急行、■通勤準急（只限平日下行）、■準急、■普通
祇園四條（京阪本線）（KH39）－三條（KH40）－神宮丸太町（鴨東線）（KH41）

### 曾經存在的路線
京阪電氣鐵道
京津線（1997年廢除路段）
京津三條－東山三條

## 外部連結
- 三條 - 京阪電氣鐵道